# Плаче захмарене небо
«Плаче захмарене небо» — українська пісня на музику Ярослава Вишиваного та слова  Олександра Демиденка. Ця пісня, написана в жовтні 1962 року.

## Історія створення
У жовтні 1962 року студент факультету української філології Чернівецького університету Ярослав Вишиваний (1935-2010) був засмучений через те, що його покинула кохана дівчина. Щоб розрадити товариша по кімнаті гуртожитку, студент цього ж факультету Олександр Демиденко написав слова до мелодії, яка на той час уже була написана Ярославом і яку той грав на власному баяні. 
Пісню відразу стала популярна серед студентів університету, вперше на сцені її виконав 1963 року університетський хор, яким керував Степан Сабадаш. 
Пісню виконувало тріо «Либідь», тріо Криниченька, тріо сестер Сокальських.
Декілька десятків років пісня була заборонена радянською цензурою як песимістична.